# Teatro Nacional de Belgrado

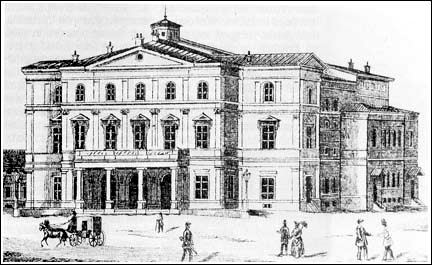
El Teatro Nacional de Belgrado en el pasado.

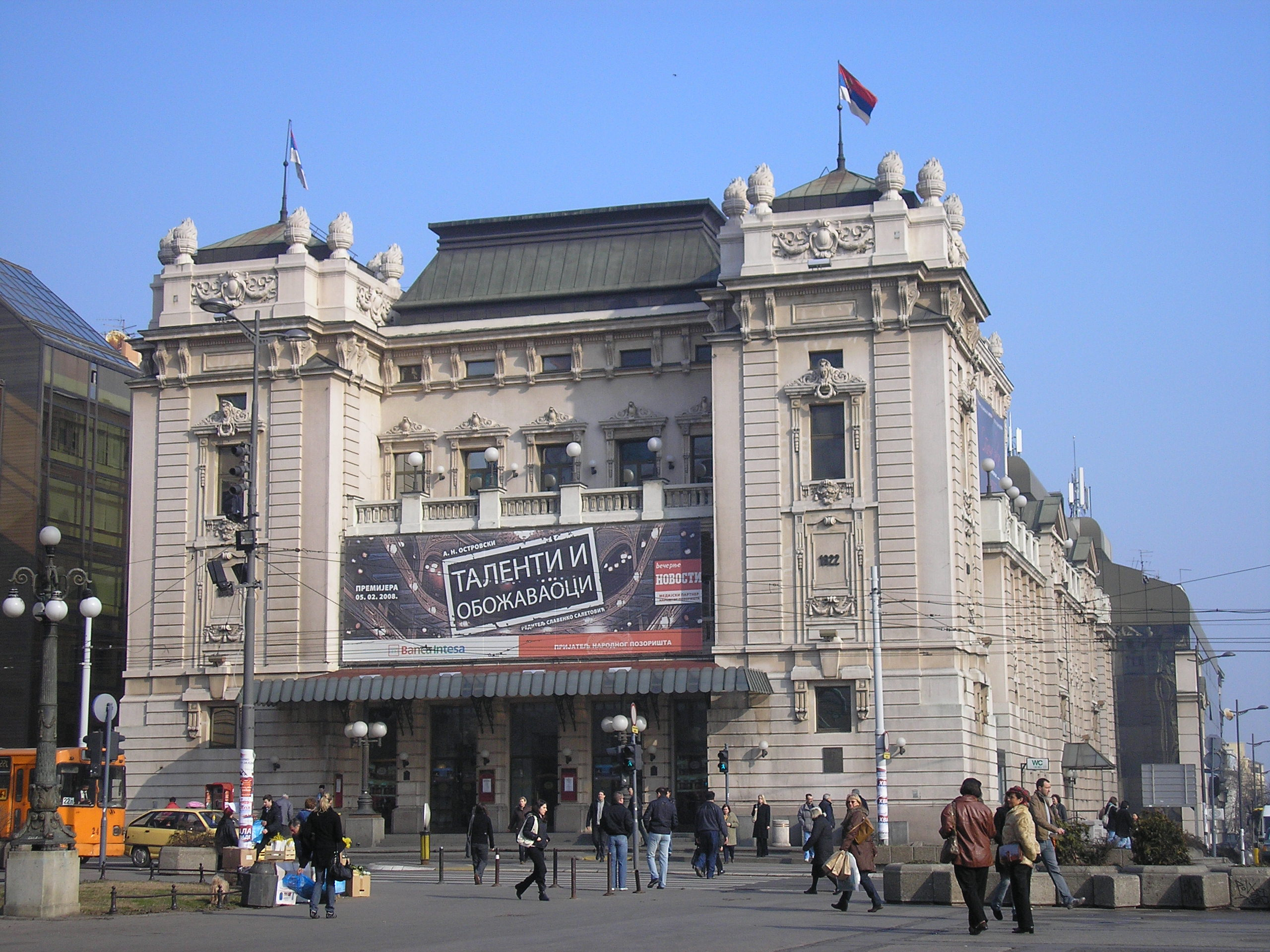
El edificio en la actualidad.

El Teatro Nacional de Belgrado (en serbio cirílico: Народно позориште у Београду, serbio latino: Pozorište Narodno u Beogradu) inaugurado en 1868.  Se encuentra en la Plaza de la República, en la ciudad de Belgrado,  capital de Serbia.
El Teatro Nacional fue declarado Monumento de la Cultura de Gran Importancia en 1983, y está protegido por la República de Serbia.

## Construcción
El Teatro Nacional de Belgrado se construyó en 1869 con base en el diseño de Aleksandar Bugarski, un productivo arquitecto de Belgrado del siglo XIX. La decisión de construir un edificio especial para el teatro la tomó Knez Mihailo Obrenović. El edificio evoca La Scala de Milán, albergando vínculos decorativos y de concepción con el Renacimiento. 
Sin embargo, diferentes intervenciones han cambiado su aspecto original. Su reconstrucción se llevó a cabo en 1986, cuando el teatro recuperó el aspecto de 1922, agregándosele un anexo en la calle Jugovića. Además de servir como sala para el arte dramático, el edificio se ha utilizado para conciertos y bailes de caridad. La Gran Asamblea Constituyente aprobó en este edificio la Constitución de 1888.